# Acantholipes australis
Acantholipes australis är en fjärilsart som beskrevs av Oswald Beltram Lower. Acantholipes australis ingår i släktet Acantholipes och familjen nattflyn. Inga underarter finns listade i Catalogue of Life.